# Langhalet brednæb
Den langhalede brednæb (latin: Psarisomus dalhousiae) er en fugl i familien af brednæb. Det er den eneste art i slægten psarisomus. Fuglen lever i Himalaya, Sydøstasien og Indonesien. Den langhalede brednæb er 25 cm lang og vejer 50-60 g. Fuglen lever i skove og lever af insekter.